# Comète de Halley
Pour les articles homonymes, voir Halley.
1P/Halley
La comète de Halley (désignation officielle 1P/Halley) est la plus connue de toutes les comètes. Son demi grand axe est de 17,9 unités astronomiques (soit environ 2,7 milliards de kilomètres), son excentricité est de 0,97 et sa période est de 76 ans. Sa distance au périhélie est de 0,59 unité astronomique et sa distance à l'aphélie est de 35,3 unités astronomiques. Il s'agit d'une comète à courte période.
On peut déduire de ces données les caractéristiques orbitales suivantes : vitesse au périhélie : 54,5 km s−1, vitesse à l'aphélie : 910 m s−1. La comète est le premier membre connu de la famille des comètes de Halley, famille qui regroupe les comètes périodiques dont la période est comprise entre 20 et 200 ans.

## Histoire

### Identification

L'orbite de la comète de Halley.

En 1705, Edmond Halley publia un livre avançant que les comètes qui étaient apparues dans le ciel en 1531, 1607 et 1682 étaient en fait une seule et même comète. Expliquant que la comète voyage sur une orbite elliptique, et prend 76 ans pour faire une révolution complète autour du Soleil, Halley prédit qu'elle reviendrait en 1758.
En 1757, Lalande, aidé par Nicole-Reine Lepaute, et sur la base des formules conçues par Clairaut, décida de calculer les déviations de la comète dues aux grosses planètes. Il prédit un retard de 518 jours dû à Jupiter et de 100 jours dû à Saturne. Il annonça donc le retour de la comète, non en 1758, mais en 1759 avec un passage au périhélie en avril 1759, avec une incertitude d'un mois. Lorsque la comète réapparut en décembre 1758 avec un passage au périhélie le 13 mars 1759, ce fut un triomphe. Cette prévision permit d'asseoir définitivement la mécanique newtonienne en France, la théorie des tourbillons de Descartes tombant dans l'oubli. L'appellation « comète de Halley » apparaît pour la première fois sous la plume de Dirk Klinkenberg dans une lettre adressée à Nicolas-Louis de Lacaille, mais Newton et Halley, morts respectivement en 1727 et 1742, n'étaient plus en vie pour assister à leur triomphe.

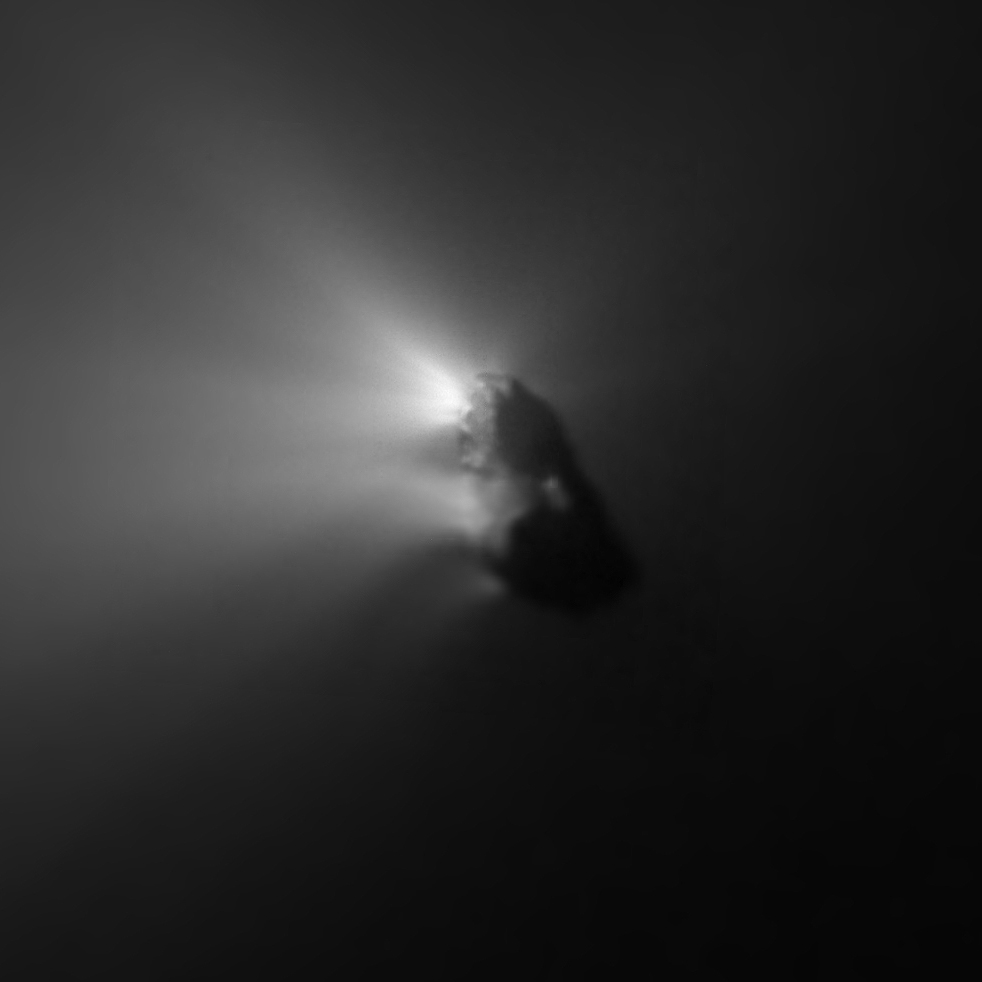
La comète vue par Giotto

## Exploration
La comète de Halley a été survolée par quatre sondes en 1985 : les sondes soviétiques Vega 1 et Vega 2, la sonde européenne Giotto et la sonde japonaise Suisei. Une autre sonde japonaise, Sakigake, a servi également à son exploration bien qu'elle ne l'ait pas survolée.

Les premiers résultats des sondes Vega ont aidé la sonde Giotto à ajuster sa trajectoire pour passer au plus près du noyau de la comète et la photographier. Giotto s'est approchée à 600 km du noyau en forme de cacahuète d'une dimension de 16 × 8 × 7 km ; Giotto a pu y voir deux gros geysers de gaz qui alimentaient la chevelure et la queue. Les photos de la sonde Giotto sont des données précieuses permettant de mieux comprendre la constitution des comètes et le mécanisme de sublimation à l'approche du Soleil. C'était la première fois qu'une sonde spatiale s'approchait d'une comète mais depuis, la sonde Rosetta a fait mieux en envoyant un atterrisseur se poser sur la comète Tchourioumov-Guérassimenko en 2014.

## Dates de passage et mentions d'observation

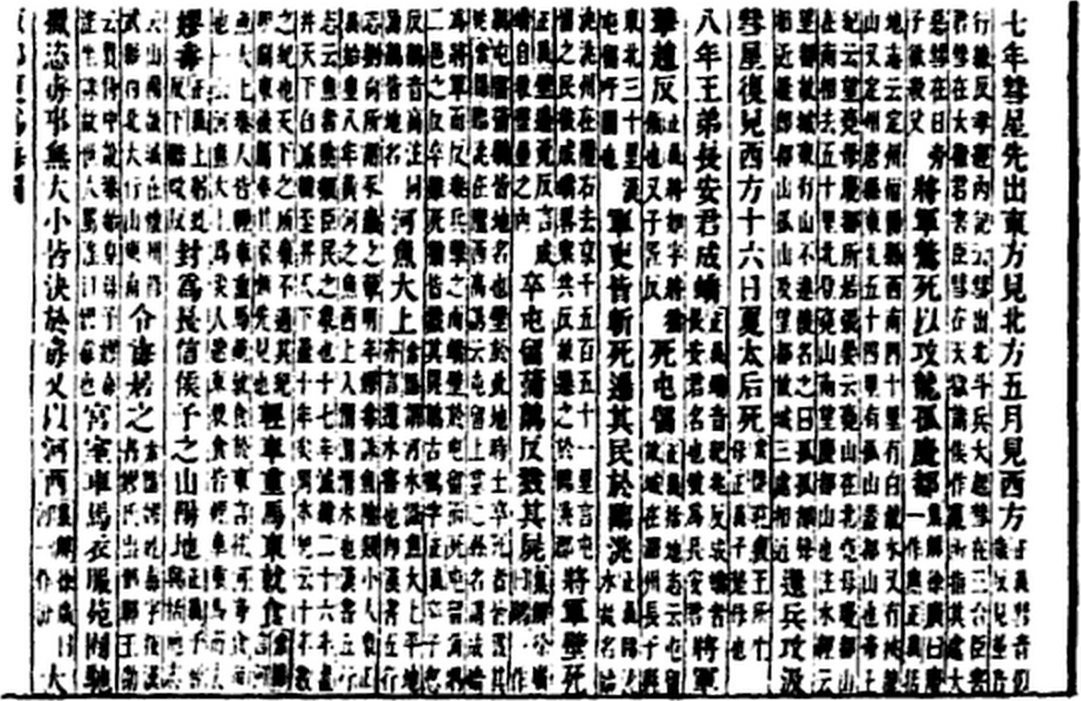
Mention dans le Shiji (240 av. J.-C.)

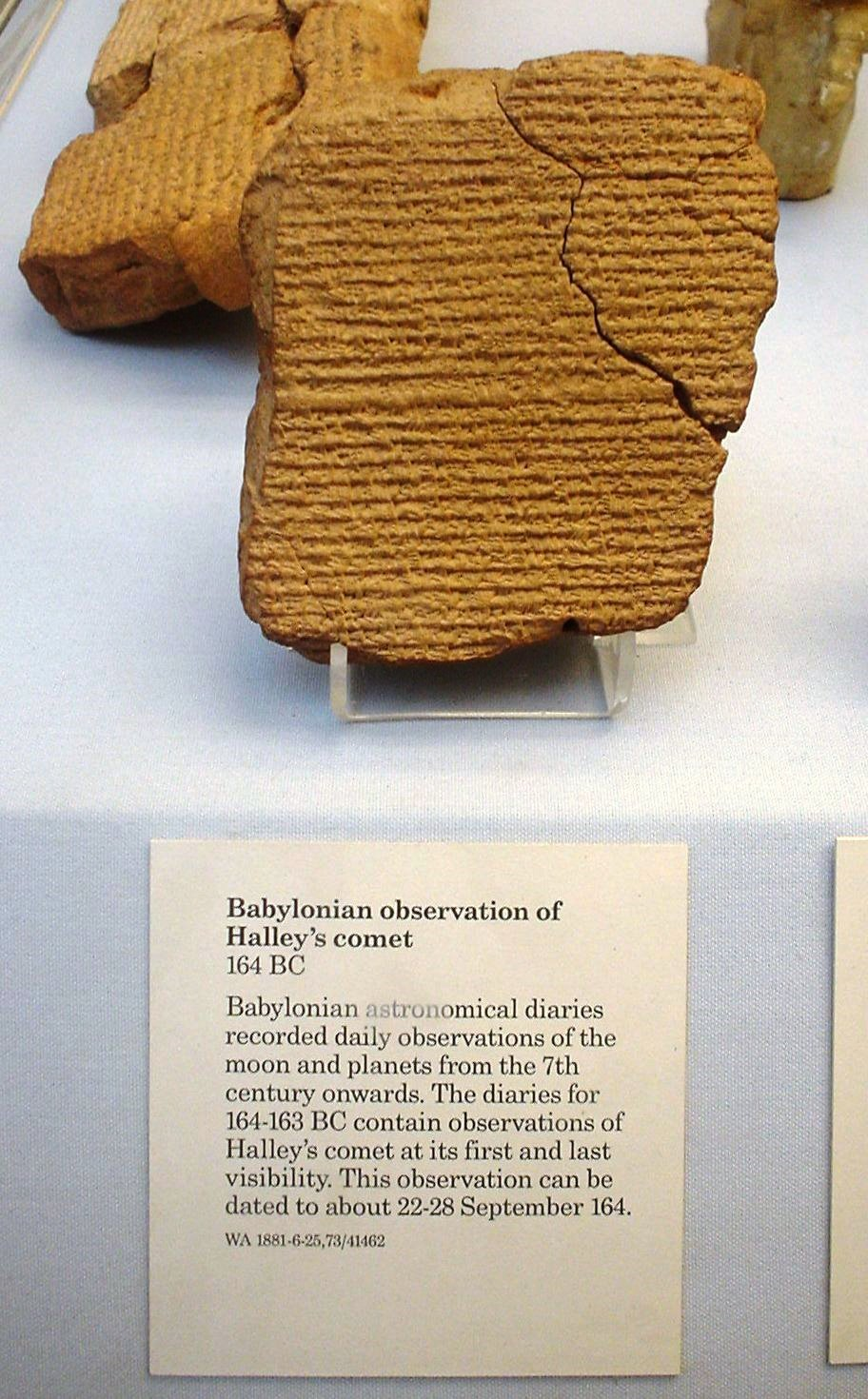
Tablette babylonienne consignant l'observation de la comète (164 av. J.-C.)

- 611 av J.-C. : mention en Chine (dans le Commentaire de Zuo des Annales des Printemps et Automnes)[4].
- vers 535 av J.-C. : ?
- 467 av J.-C. : mention en Chine[5].
- vers 391 av J.-C. : ?
- vers 315 av J.-C. : ?
- 240 av J.-C. : mention en Chine[6].
- 164 av J.-C : observation par les astrologues babyloniens[7] et en Chine[5].
- 87 av J.-C. : mention dans les archives chinoises[5] et sur les tablettes babyloniennes.
- 12 av J.-C. : observation en Chine[5].
- 66 : mention en Chine[8]. Mention à Rome sous Néron[9].
- 141 : mention en Chine[8].
- 218 : mention en Chine[8].
- 295 : mention en Chine[6].
- 374 : mention en Chine[6].
- 451 : passage ayant marqué les contemporains puisqu'il correspond à la défaite des Huns dirigés par Attila. Mention en Chine[10].
- 530 : mention en Chine[11].
- 607 : mention en Chine[12].
- 684 : mention dans La Chronique de Nuremberg ; cette chronique cependant date du XVe siècle. Mention en Chine[13].
- 760 : mention en Chine[13].
- 837 : passage le plus spectaculaire de la comète durant les temps historiques (à environ 3 millions de kilomètres de la Terre). Mention dans des textes chinois[13] et japonais. En France, L'Astronome, auteur d'une chronique sur la vie de Louis le Pieux, indique ce passage et précise qu'à sa suite le roi et sa cour se livrèrent à un jeûne. Il semble que ce passage ait stimulé dans le monde chinois la recherche d'autres « étoiles invitées ». La découverte des deux étoiles invitées de 837 est sans doute le fruit de ces recherches. Il s'agit d'une des rares occurrences où plus d'une « étoile invitée » fut découverte en une année (avec les quatre étoiles invitées de 1592).
- 912 : mention en Chine[14], en Corée, au Japon et en Europe.
- 989 : mention en Chine[15], en Corée, au Japon et en Europe.
- 1066 : mention en Chine[15], en Corée et au Japon. En Europe, le passage est documenté par plusieurs sources, la plus célèbre étant la tapisserie de Bayeux où la comète apparaît comme un signe précurseur de la mort prochaine d'Harold II d'Angleterre et de la victoire de Guillaume le Conquérant.
- 1145 : mention dans le psautier d'Eadwine de Canterbury. Mention en Corée, en Chine[15] et au Japon.
- 1222 : mention en Corée, au Japon et en Chine[15]. On estime que le passage de la comète a été représenté dans la cathédrale de Plaisance[réf. souhaitée].
- 1301-1302 : plusieurs comètes furent observées autour de cette date, ce qui rend difficile l'identification des observations spécifiques à la comète de Halley. Mention en Chine assez précise cependant dans les annales de Yuan[16]. Giotto peint vers 1304-1305 une fresque représentant l'Adoration des mages dans la chapelle Scrovegni (église de l'Arena), à Padoue ; l'étoile qui a guidé les mages, représentée en haut de la fresque, a une queue de comète. C'est en lien avec cette représentation que la sonde spatiale Giotto a été baptisée du nom du peintre.
- 1531 : mention par Peter Apian dans son Astronomicum Caesareum édité en 1540. Mention en Chine[17]. Mention par les Aztèques dans Cruz[18].
- 1607 : mentionné par Kepler dans De Cometis (1619), décrit par Remus Quietanus (Gründliche Beschreibung und Erinnerung des neuen monstrosichen Sternes… ) (1607) et par Longomontanus dans un appendice d'Astronomia danica (1622). Mention en Chine[17].
- 1682 : mentionné d'abord par John Flamsteed, puis par Edmond Halley lui-même dans son livre Synopsis de l’astronomie des comètes (1705). Ouvrage dans lequel, comparant les comètes de 1531, 1607 et 1682, il prouve qu'il s'agit en fait d'une même comète et prédit son retour pour 1758. Mentionné en Chine dans la Chronique de Kiangnan[19].
- 1758 : Johann Georg Palitzsch est le premier à voir le retour de la comète, dans la constellation du Taureau.
- 1759 : Charles Messier l'aperçoit à son tour le 21 janvier 1759. Auparavant, il avait cru l'observer, mais il avait en fait redécouvert la Nébuleuse du Crabe, déjà observée en 1731 par John Bevis. Son passage est aussi mentionné en Chine dans la Chronique de Tsing Pu Hsuan[20] ainsi que le rapporte Olga Tokarczuk dans son roman Les livres de Jakób où elle date l'apparition du phénomène au 13 mars 1759.
- 1835 : mention en Chine (Shangaï Hsuan). Par ailleurs, Mark Twain naît deux semaines après le passage de la comète, et mourra un jour après le périapside suivant. En 1909, il avait écrit dans son autobiographie : « Je vins au monde avec la comète de Halley en 1835. Elle reviendra l'année prochaine, et je m'attends à partir avec elle. »
- 1910 : passage spectaculaire de la comète, précédé quelques mois plus tôt par une autre comète spectaculaire, visible en plein jour (Grande comète de janvier 1910). La première observation du retour de la comète de Halley fut réalisée par Max Wolf dans la nuit du 11 au 12 septembre 1909, à l'aide de plaques photographiques. Cet événement est utilisé par le Bon Marché pour une campagne publicitaire[21].
- 1986 : passage peu spectaculaire de la comète, à l'opposé du Soleil par rapport à la Terre. Plusieurs sondes spatiales, notamment Giotto, l'approchent de près. La navette spatiale Challenger s'envole pour l'observer avec une enseignante dans l'équipage qui était censée donner des cours en direct depuis l'espace en particulier sur cette comète. L'accident de la navette spatiale Challenger pendant le décollage tue tout l'équipage et détruit la navette.
  - 2023 : le 8 décembre 2023, la comète commence son voyage de retour vers le Soleil, et s'approche désormais de la Terre.
- 2061 : son prochain passage au périhélie devrait avoir lieu le 28 juillet 2061[22].

## Observations

### Avant 1066
On peut reculer dans le temps et présumer le moment où la comète de Halley aurait dû théoriquement apparaître dans le ciel. Les premières mentions de la comète de Halley sont dues aux Chinois : celle de −611 est rapportée par Zuo Qiuming dans le Commentaire de Zuo, sont ensuite notées celles de −467 et −240.
Une comète a été aperçue dans la Grèce antique entre −468 et −466, associée à une pluie de météores ; la date du passage, sa durée, le lieu et la pluie de météorites associée suggèrent qu'il s'agissait de Halley. Selon Pline l'Ancien, une météorite, décrite de couleur brune et de la taille d'un wagon, serait tombée à Aegospotami.
En −164, l'apparition de Halley entre le 22 et le 28 septembre est observée par les Babyloniens, et notée sur deux tablettes d'argile en écriture cunéiforme dont les fragments sont conservés au British Museum.

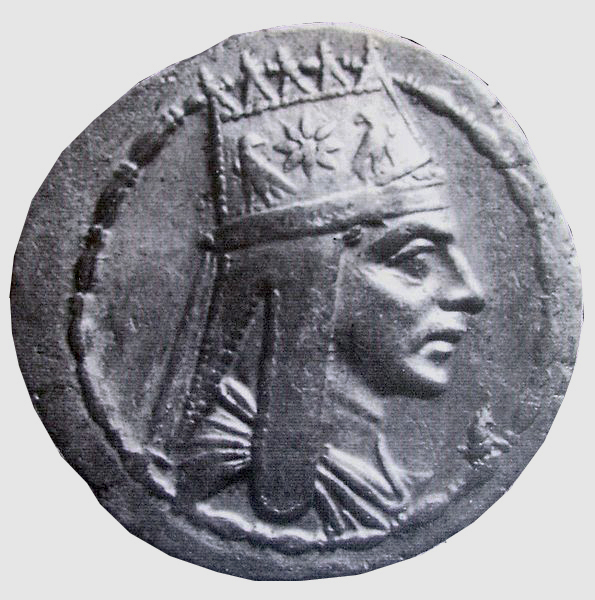
Tigrane le Grand et sa couronne étoilée sur une pièce de monnaie.

Toujours à Babylone, une autre tablette mentionne le passage de 87 av. J.-C., indiquant que la comète a été vue « jour après jour pendant un mois ». Cette apparition peut être rapprochée de la représentation de Tigrane le Grand, un roi arménien, sur des pièces de monnaie. Selon Vahe Gurzadyan et R. Vardanyan, ce roi est représenté avec « une couronne figurant une étoile avec une queue incurvée qui peut représenter le passage de la comète de Halley en 87 av. J.-C. ».
Le passage de 12 av. J.-C. est décrit dans le Livre des Han par les astronomes chinois de la dynastie des Han qui l'ont suivi d'août à octobre.
L'apparition de 141 a été enregistrée dans les tablettes chinoises.
Celle de 684, outre les archives chinoises, a été enregistrée en Europe par l'une des sources compilées dans La Chronique de Nuremberg.
La comète fut décrite en 837 lors de son passage le plus spectaculaire durant les temps historiques (à environ 5,1 millions de kilomètres, soit 0,034 UA de la Terre), à la fois dans des textes chinois, japonais et européens, notamment par L'Astronome, auteur d'une chronique sur la vie de Louis le Pieux, mais aussi par Loup de Ferrières, dans une lettre à son ami Alcuin.
En 912, Halley est enregistrée dans les Annales d'Ulster, qui indiquent : « Année sombre et pluvieuse. Une comète est apparue ».

### 1066

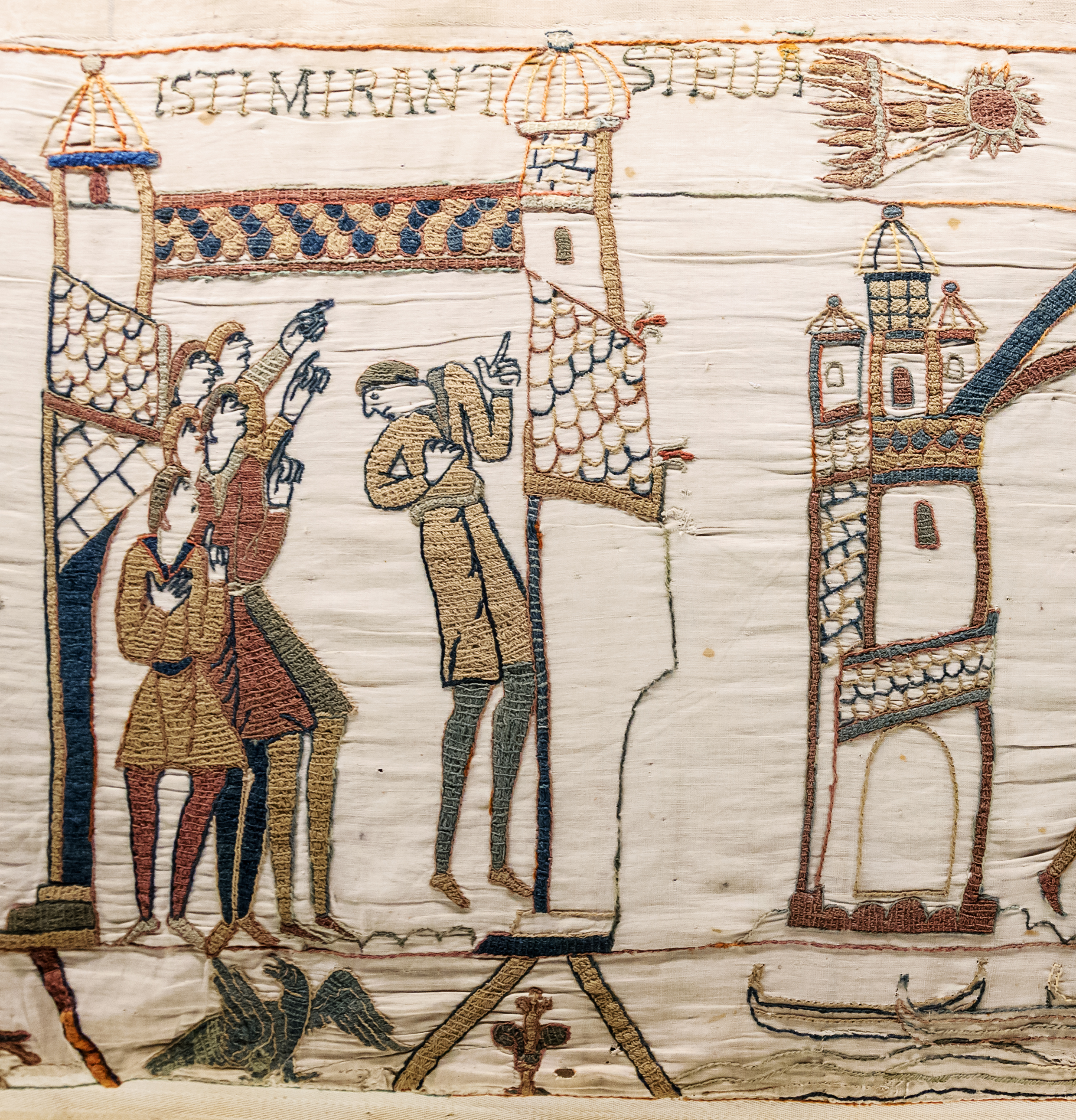
La comète de Halley vue en avril 1066, figurant sur la Tapisserie de Bayeux. L'inscription, ISTI MIRANT STELLÃ, signifie « Ceux-ci (les hommes) observent l'étoile ».

Elle a pu être observée en l'an 1066. Une comète attira en effet l'attention de l'armée de Guillaume le Conquérant et on la retrouve sur la célèbre tapisserie de Bayeux, qui illustre la conquête normande de l'Angleterre. Elle a été décrite comme ayant quatre fois la taille de Vénus et brillant d'une lumière égale à un quart de celle de la Lune.
Ce passage est également mentionné dans la Chronique anglo-saxonne.
Les Annales des quatre maîtres irlandaises ont enregistré la comète comme une étoile apparue au septième jour des calendes de mai, le mardi après Pâques, dont l'éclat n'était pas plus grand que celui de la Lune et qui fut visible de tous pendant quatre nuits ensuite.

### 1682
Après le passage de 1682, l'astronome anglais Edmond Halley, en s'appuyant sur la théorie d'Isaac Newton, calcule que la comète reviendra en 1758 ; lors de cette révolution, elle s'est rapprochée de Jupiter, ce qui l'a retardée d'un an. Elle ne passe qu'en 1759, mais cela suffit pour considérer les calculs de Halley comme justes. C'est la première fois que les lois de Newton sont prises en compte en France. Lors du passage de 1682, la comète était moins brillante que la grande comète de 1680.

### 1910
Lors de ce passage, on a cru que la Terre allait traverser la queue de la comète et des gens s'imaginaient que ce serait la fin du monde. En réalité, la Terre n'est pas passée à travers la queue, et même si cela était arrivé, la queue d'une comète ne représente aucun danger mais on aurait pu assister à une pluie d'étoiles filantes (cf : Êta aquarides).
Elle est passée quelques mois après la grande comète de janvier 1910.

### 1986
À son dernier passage, on[Qui ?] a pu déterminer que son noyau est très sombre, d'un albédo d'environ 3 % soit 0,03 (par comparaison, l'albédo moyen de la Terre est de 0,30).[réf. nécessaire]

## Représentations culturelles
La référence la plus célèbre est celle de Victor Hugo, dans La Comète, poème de La Légende des siècles : 
« Il avait dit : — Tel jour cet astre reviendra. — : (…) / Quelle huée ! Ayez pour Vishnou, pour Indra, / Pour Brahma, pour Odin ou pour Baal un culte ; / (…) / Soyez un imposteur, un charlatan, un fourbe, / C'est bien. Mais n'allez pas calculer une courbe (…) . »
Dans son poème Amers, Saint-John Perse écrit :
« Et comment il nous vint à l'esprit d'engager ce poème, c'est ce qu'il faudrait dire. Mais n'est-ce pas assez d'y trouver son plaisir ? Et bien fut-il, ô dieux ! Que j'en prisse soin, avant qu'il ne nous fût repris... Va voir, enfant, au tournant de la rue, comme les Filles de Halley, les belles visiteuses célestes en habit de Vestales, engagées dans la nuit à l'hameçon de verre, sont promptes à se reprendre au tournant de l'ellipse. »
La comète de Halley est mentionnée dans  Le Firmament de Lucy Kirkwood. Cette pièce de théâtre, publiée en 2020, est une réécriture des 12 hommes en colère, mettant en scène des femmes dans l’Angleterre rurale de 1759.
La comète est également l'éponyme de la chanson Halley's Comet issue de l'album Happier Than Ever de Billie Eilish.